# Тарр, Эдвард
Эдвард Хэнкинс Тарр (англ. Edward Hankins Tarr; 15 июня 1936, Норуич, штат Коннектикут — 24 марта 2020, Райнфельден, Германия) — американский трубач и музыковед.
Учился в США у Адольфа Херсета (первой трубы Чикагского симфонического оркестра на протяжении полувека) и Роже Вуазена (первой трубы Бостонского симфонического оркестра). С 1959 года жил и работал в Европе. Изучал музыковедение в Базельском университете, в 1972—2001 годах преподавал в Базельской академии музыки. Одновременно в 1985—2004 годах он возглавлял Музей трубы в Бад-Зекингене. С 2005 года — профессор Высшей школы музыки Карлсруэ.
Тарру как энтузиасту исторического исполнительства принадлежит заслуга возрождения барочной и романтической трубы как концертного инструмента. В то же время он работал и с современным репертуаром — в частности, Тарру посвящены несколько произведений Маурисио Кагеля.
Как музыковед Тарр, в частности, подготовил полное издание сочинений для трубы Джузеппе Торелли. Он — автор книги «East meets west. The Russian trumpet tradition from the time of Peter the Great to the October revolution» об истории исполнительства на трубе в России.